# Bruno Bauer (1884.)
Bruno Bauer (Zagreb, 14. rujna 1884. – München, 30. rujna 1955.) bio je hrvatski arhitekt.

## Životopis
Arhitekturu je studirao u Grazu i Beču te je jedno vrijeme radio u atelijerima u Berlinu. U Zagreb se vraća 1912. godine te je radio kao samostalni projektant. Jedno je vrijeme predavao u Obrtnoj školi.
Godine 1945. napušta zemlju te jedno vrijeme živi u Koruškoj. Zatim odlazi u München, gdje je i umro 30. rujna 1955. godine.

### Radovi
Između ostaloga, projektirao je:
- Jadransku banku (Split, 1912.),
- Burzu (Zagreb, 1924.; neizvedeno)
- Samostan na Ksaveru (Zagreb, 1925.)
- Novinarski dom (Zagreb, 1929.)

Također, surađivao je kod obnove i pregradnje crkve sv. Marka, 1936. godine u Zagrebu.

### Članci
- Domljan, Žarko. 1983. Bauer, Bruno. Hrvatski biografski leksikon. Zagreb.  journal zahtijeva |journal= (pomoć)